# 24 Ore di Le Mans 1990

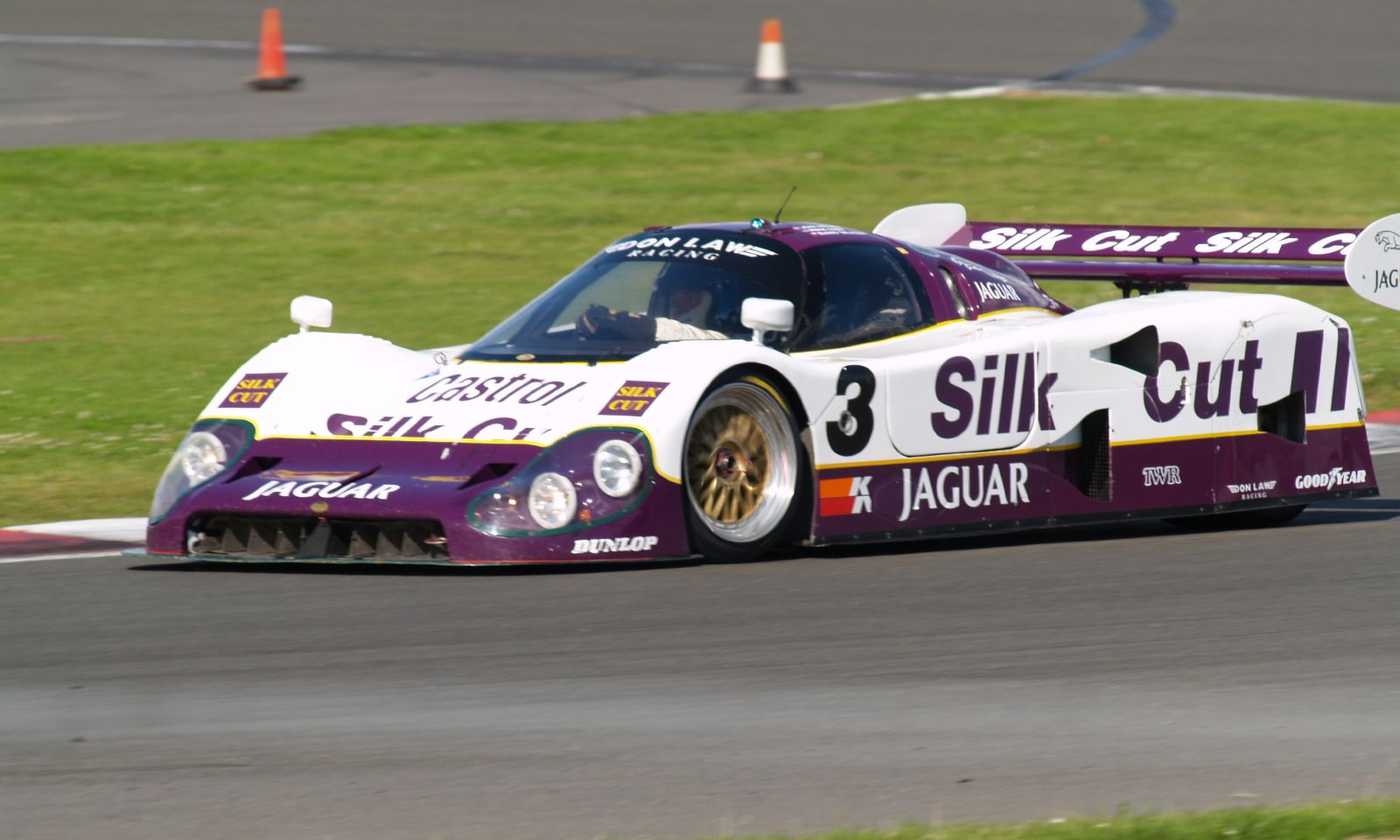
La Jaguar XJR-12 vincitrice della gara

La 24 Ore di Le Mans 1990 è stata la 58ª maratona automobilistica svoltasi sul Circuit de la Sarthe di Le Mans, in Francia, il 16 e il 17 giugno 1990. Hanno gareggiato assieme 3 classi di automobili da competizione, ognuna delle quali ha avuto il suo vincitore. Tutte le vetture erano Sport Prototipi: la maggior parte erano costruiti secondo le norme FIA di Gruppo C, suddivisi in classi C1 e C2; è stata inoltre consentita la partecipazione di alcune vetture di classe GTP, costruite in base ai regolamenti IMSA.

## Contesto
Nel 1990 la FIA impose all'Automobile Club de l'Ouest organizzatore della 24 Ore di Le Mans, di modificare il tracciato del Circuit de la Sarthe, pena la perdita della sua licenza. La maggiore preoccupazione era incentrata sulla sicurezza del lunghissimo rettilineo dell'Hunaudières, sul quale le vetture avevano raggiunto ormai velocità troppo elevate e perciò ritenuto da molti troppo rischioso se non letale. In questa edizione vennero così introdotte sul circuito importanti modifiche, per la prima volta nella storia della corsa il lungo rettilineo dell'Hunaudières venne diviso in tre tronconi attraverso l'apposizione di due chicane, volute appositamente per limitare le altissime velocità di punta, ma cambiando per sempre il carattere della parte più conosciuta del circuito. 
Ironia della sorte, le modifiche vennero apportate troppo tardi per cui la FIA non inserì l'appuntamento di Le Mans come prova valida per il Campionato del Mondo Sport Prototipi e la Mercedes-Benz campione in carica giustificò la sua assenza dall'edizione del 1990 proprio per questo motivo.
Il reale potenziale delle modifiche apportate per la sicurezza, è stato dimostrato durante le qualifiche, quando sulla Porsche 962 del pilota Jonathan Palmer lanciata in piena velocità nel tratto tra le 2 chicane, si verificò un cedimento della sospensione posteriore. L'auto ha prima colpito le barriere sulla sinistra, per poi girarsi e sbattere con il posteriore, sollevandosi da terra e attraversando la pista per circa 100 metri, finendo la sua carambola presso la seconda chicane. Il pilota scosso, uscì però illeso dall'abitacolo, l'incidente avvenne ad una velocità di 320 km/h, considerando che un anno prima, sarebbe potuto transitare a oltre 380 km/h.
La Jaguar ha partecipato con quattro esemplari di XJR-12 fiduciosa delle sue possibilità. Ma c'erano sfidanti di prestigio come la Nissan con 7 vetture, la Toyota con 3, la Mazda con 3, la Porsche con diciannove 962 e due Cougar a motore Porsche.

## Qualifiche
Le chicane introdotte sul circuito hanno inevitabilmente fatto aumentare i tempi sul giro, da una pole position con il tempo di 3.15.04 ottenuta dalla Sauber Mercedes C9 nell'edizione precedente del 1989 con rettilineo privo di chicane, si è passati nel 1990 ad un tempo di 3.27.02 su un tracciato dalla conformazione più lenta. Un tempo di qualificazione comunque molto veloce, se si considera che è stato siglato da Mark Blundell alla guida della potente Nissan R90, capace in prova di una potenza massima di 1.128 CV, ottenendo un tempo di ben 6 secondi più veloce rispetto alla prima delle Porsche 962 al 2º posto in griglia di partenza, seguita da altre tre Nissan R90. Alla vettura giapponese spetta anche il primato di velocità massima in prova sul rettilineo dell'Hunaudières interrotto da chicane, con una punta di 366 km/h.

## Tempi di qualifica

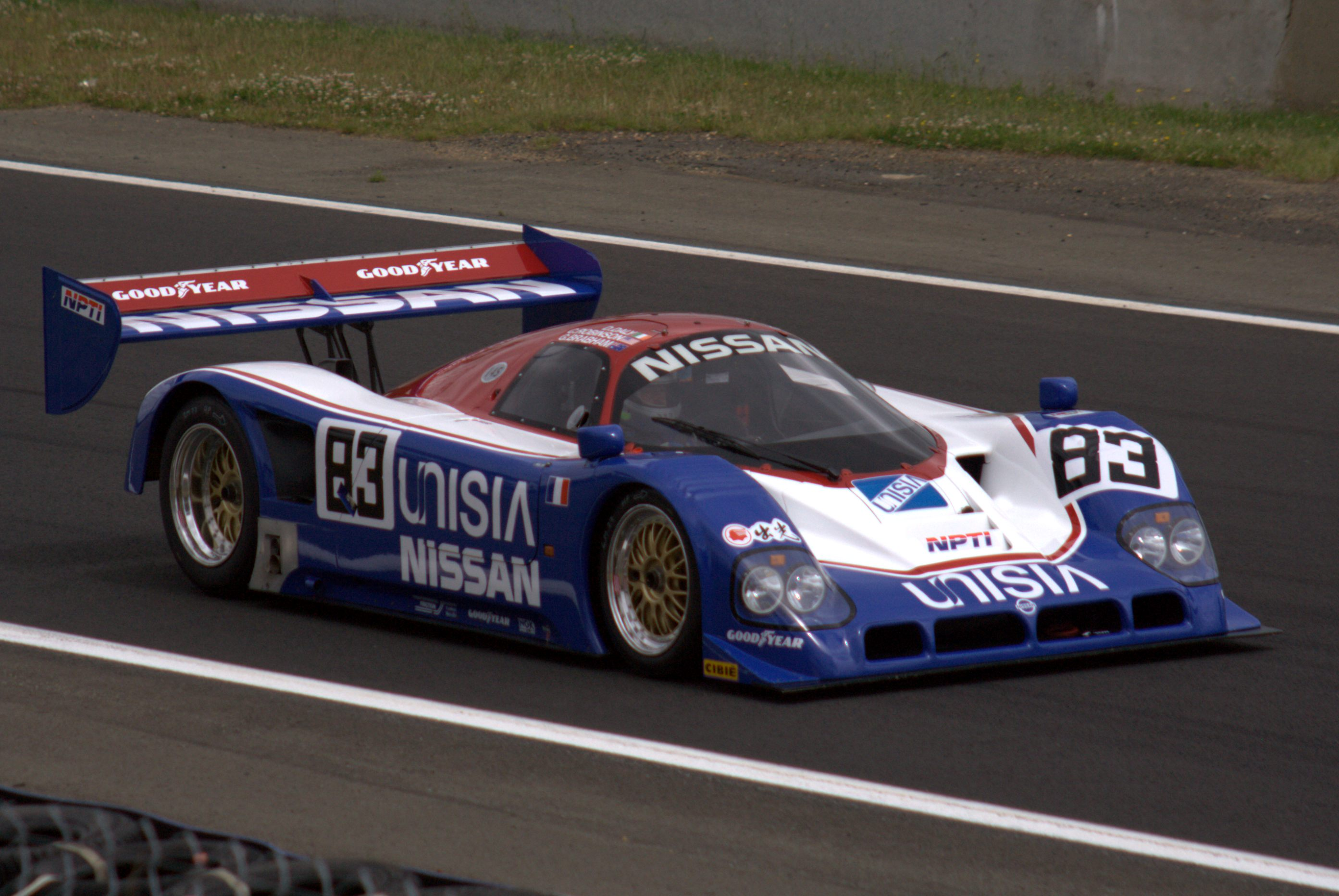
La Nissan R90CK #83 per diverse ore al comando

Qui di seguito vengono riportati i tempi delle prime 20 posizioni in griglia di partenza.
- Il leader di ogni classe è scritto in grassetto e ombreggiato di giallo.

| Posizione | N° | Squadra                          | Vettura        | Classe | Tempo    |
| --------- | -- | -------------------------------- | -------------- | ------ | -------- |
| 1         | 24 | Nissan Motorsports International | Nissan R90CK   | C1     | 3:27.020 |
| 2         | 16 | Brun Motorsport                  | Porsche 962C   | C1     | 3:33.060 |
| 3         | 23 | Nissan Motorsports International | Nissan R90CP   | C1     | 3:33.170 |
| 4         | 83 | Nissan Performance Technology    | Nissan R90CK   | C1     | 3:33.280 |
| 5         | 25 | Nissan Motorsports International | Nissan R90CK   | C1     | 3:35.760 |
| 6         | 7  | Joest Racing                     | Porsche 962C   | C1     | 3:36.080 |
| 7         | 4  | Silk Cut Jaguar                  | Jaguar XJR-12  | C1     | 3:36.100 |
| 8         | 1  | Silk Cut Jaguar                  | Jaguar XJR-12  | C1     | 3:36.550 |
| 9         | 3  | Silk Cut Jaguar                  | Jaguar XJR-12  | C1     | 3:37.000 |
| 10        | 36 | Toyota Team Tom's                | Toyota 90C-V   | C1     | 3:37.130 |
| 11        | 63 | Trust Racing Team                | Porsche 962C   | C1     | 3:38.280 |
| 12        | 10 | Kremer Racing                    | Porsche 962CK6 | C1     | 3:38.390 |
| 13        | 43 | Richard Lloyd Racing             | Porsche 962C   | C1     | 3:38.720 |
| 14        | 37 | Toyota Team Tom's                | Toyota 90C-V   | C1     | 3:38.740 |
| 15        | 26 | Obermaier Racing                 | Porsche 962C   | C1     | 3:39.380 |
| 16        | 38 | Toyota Team SARD                 | Toyota 90C-V   | C1     | 3:39.760 |
| 17        | 2  | Silk Cut Jaguar                  | Jaguar XJR-12  | C1     | 3:39.780 |
| 18        | 9  | Joest Racing                     | Porsche 962C   | C1     | 3:40.010 |
| 19        | 11 | Kremer Racing                    | Porsche 962CK6 | C1     | 3:40.270 |
| 20        | 45 | Alpha Racing Team                | Porsche 962C   | C1     | 3:41.320 |

## Gara
Nel giorno della gara la Nissan perde uno dei suoi prototipi già nel giro di formazione, quando il pilota Kenny Acheson accortosi di seri problemi all'impianto frenate della sua vettura, rompe il cambio nel tentativo di rallentare. Non appena parte la corsa va al comando la Nissan R90CK di Julian Bailey seguita dalla Porsche 962 di Oscar Larrauri.

Le Jaguar a motore aspirato in ombra nelle qualifiche, in gara inseguono da vicino le Nissan e le Porsche con motore sovralimentato, le quali devono necessariamente contenere la potenza dei loro motori essendo in vigore la formula consumo, che limita il quantitativo massimo di carburante nell'arco della corsa. La Porsche 962 numero 16 del team Brun si alterna al comando con la Nissan numero 24. Tuttavia questa Nissan subisce una collisione con una Toyota alle 20.30 di sera, riportando seri danni e ulteriori problemi la portano al ritiro. Prende il comando della corsa un'altra Nissan, la numero 83 schierata dalla squadra americana, resta in testa per tutta la notte. Ma a intorno all'alba questa vettura è costretta al ritiro per una falla sul serbatoio del carburante.

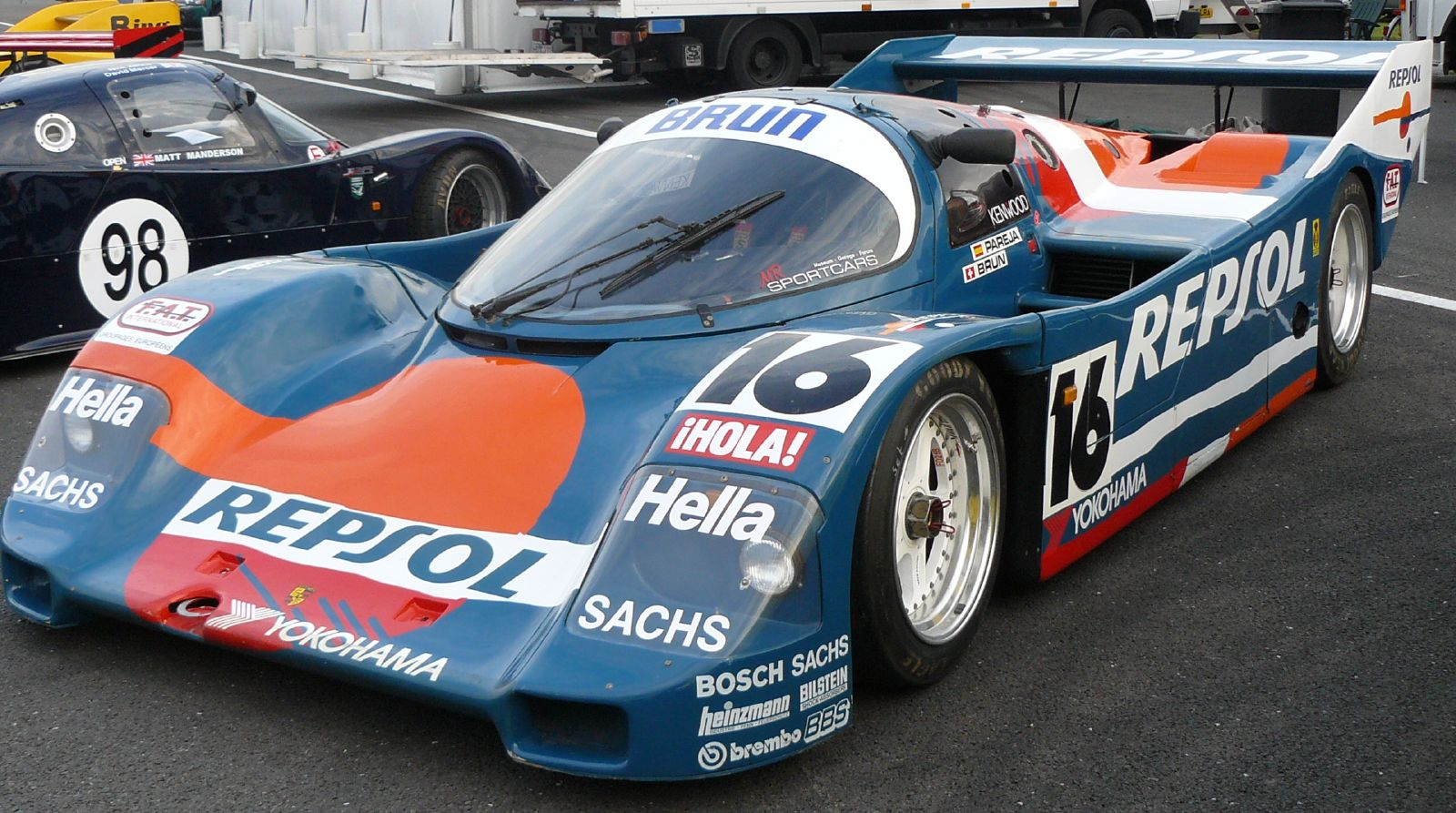
La Porsche 962 #16 del Team Brun protagonista della corsa

 La Jaguar, nonostante 2 vetture perse, può ancora contare su due XJR-12 ai primi posti, solo la Porsche 962 numero 16 del team Brun le insidia da vicino e per diverse ore si alternano in testa alla corsa, ma quando mancano appena 15 minuti al termine della maratona motoristica, la 962 di Jésus Pareja si arresta a Mulsanne per cedimento del motore; questo fatto viene considerato uno dei ritiri più drammatici nella storia della corsa. Per la Jaguar è una passerella trionfale, le sue vetture concludono al 1º e al 2º posto, a vincere è l'esemplare guidato da John Nielsen, Price Cobb e Martin Brundle; davanti a quella di Jan Lammers, Andy Wallace e Franz Konrad. Tiff Needell, David Sears e Anthony Reid completano il podio al 3º posto su Porsche 962 Alpha Racing Team. In classe C2 la vittoria va all'equipaggio Richard Piper, Olindo Iacobelli e Mike Youles su Spice SE89C; in classe GTP vince la Mazda 767B dei giapponesi Takashi Yorino, Yoshimi Katayama e Yojiro Terada.

## Classifica finale
I vincitori di classe sono scritti in grassetto e ombreggiati in giallo. Le vetture che non hanno coperto almeno il 70% della distanza coperta dal vincitore non vengono classificate. 
| Posizione | Classe | N°  | Squadra                               | Piloti                                                   | Vettura                            | Pneumatici | Giri |
| Posizione | Classe | N°  | Squadra                               | Piloti                                                   | Motore                             | Pneumatici | Giri |
| --------- | ------ | --- | ------------------------------------- | -------------------------------------------------------- | ---------------------------------- | ---------- | ---- |
| 1         | C1     | 3   | Silk Cut Jaguar Tom Walkinshaw Racing | John Nielsen Price Cobb Martin Brundle                   | Jaguar XJR-12                      | G          | 359  |
| 1         | C1     | 3   | Silk Cut Jaguar Tom Walkinshaw Racing | John Nielsen Price Cobb Martin Brundle                   | Jaguar 7.0L V12                    | G          | 359  |
| 2         | C1     | 2   | Silk Cut Jaguar Tom Walkinshaw Racing | Jan Lammers Andy Wallace Franz Konrad                    | Jaguar XJR-12                      | G          | 355  |
| 2         | C1     | 2   | Silk Cut Jaguar Tom Walkinshaw Racing | Jan Lammers Andy Wallace Franz Konrad                    | Jaguar 7.0L V12                    | G          | 355  |
| 3         | C1     | 45  | Alpha Racing Team                     | Tiff Needell David Sears Anthony Reid                    | Porsche 962C                       | Y          | 352  |
| 3         | C1     | 45  | Alpha Racing Team                     | Tiff Needell David Sears Anthony Reid                    | Porsche Type-935 3.0L Turbo Flat-6 | Y          | 352  |
| 4         | C1     | 7   | Joest Porsche Racing                  | Hans-Joachim Stuck Derek Bell Frank Jelinski             | Porsche 962C                       | M          | 350  |
| 4         | C1     | 7   | Joest Porsche Racing                  | Hans-Joachim Stuck Derek Bell Frank Jelinski             | Porsche Type-935 3.0L Turbo Flat-6 | M          | 350  |
| 5         | C1     | 23  | Nissan Motorsports International      | Masahiro Hasemi Kazuyoshi Hoshino Toshio Suzuki          | Nissan R90CP                       | D          | 348  |
| 5         | C1     | 23  | Nissan Motorsports International      | Masahiro Hasemi Kazuyoshi Hoshino Toshio Suzuki          | Nissan VRH35Z 3.5L Turbo V8        | D          | 348  |
| 6         | C1     | 36  | Toyota Team Tom's                     | Geoff Lees Masanori Sekiya Hitoshi Ogawa                 | Toyota 90C-V                       | B          | 347  |
| 6         | C1     | 36  | Toyota Team Tom's                     | Geoff Lees Masanori Sekiya Hitoshi Ogawa                 | Toyota R32V 3.2L Turbo V8          | B          | 347  |
| 7         | C1     | 13  | Courage Compétition                   | Pascal Fabre Michel Trollé Lionel Robert                 | Cougar C24S                        | G          | 347  |
| 7         | C1     | 13  | Courage Compétition                   | Pascal Fabre Michel Trollé Lionel Robert                 | Porsche Type-935 3.0L Turbo Flat-6 | G          | 347  |
| 8         | C1     | 9   | Joest Porsche Racing                  | Louis Krages Stanley Dickens Bob Wollek                  | Porsche 962C                       | M          | 346  |
| 8         | C1     | 9   | Joest Porsche Racing                  | Louis Krages Stanley Dickens Bob Wollek                  | Porsche Type-935 3.0L Turbo Flat-6 | M          | 346  |
| 9         | C1     | 27  | Obermaier Racing                      | Jürgen Lässig Pierre Yver Otto Altenbach                 | Porsche 962C                       | G          | 341  |
| 9         | C1     | 27  | Obermaier Racing                      | Jürgen Lässig Pierre Yver Otto Altenbach                 | Porsche Type-935 3.0L Turbo Flat-6 | G          | 341  |
| 10        | C1     | 15  | Brun Motorsport                       | Harald Huysman Massimo Sigala Bernard Santal             | Porsche 962C                       | Y          | 335  |
| 10        | C1     | 15  | Brun Motorsport                       | Harald Huysman Massimo Sigala Bernard Santal             | Porsche Type-935 3.0L Turbo Flat-6 | Y          | 335  |
| 11        | C1     | 44  | Richard Lloyd Racing                  | John Watson Bruno Giacomelli Allen Berg                  | Porsche 962C                       | G          | 335  |
| 11        | C1     | 44  | Richard Lloyd Racing                  | John Watson Bruno Giacomelli Allen Berg                  | Porsche Type-935 3.0L Turbo Flat-6 | G          | 335  |
| 12        | C1     | 33  | Team Schuppan Omron Racing            | Hurley Haywood Wayne Taylor Rickard Rydell               | Porsche 962C                       | D          | 332  |
| 12        | C1     | 33  | Team Schuppan Omron Racing            | Hurley Haywood Wayne Taylor Rickard Rydell               | Porsche Type-935 3.0L Turbo Flat-6 | D          | 332  |
| 13        | C1     | 63  | Trust Racing Team                     | George Fouché Steven Andskär Shunji Kasuya               | Porsche 962C                       | D          | 330  |
| 13        | C1     | 63  | Trust Racing Team                     | George Fouché Steven Andskär Shunji Kasuya               | Porsche Type-935 3.0L Turbo Flat-6 | D          | 330  |
| 14        | C1     | 6   | Joest Porsche Racing                  | Jean-Louis Ricci Henri Pescarolo Jacques Laffite         | Porsche 962C                       | G          | 328  |
| 14        | C1     | 6   | Joest Porsche Racing                  | Jean-Louis Ricci Henri Pescarolo Jacques Laffite         | Porsche Type-935 3.0L Turbo Flat-6 | G          | 328  |
| 15        | C1     | 55  | Team Schuppan Omron Racing            | Eje Elgh Thomas Danielsson Thomas Mezera                 | Porsche TS962                      | D          | 326  |
| 15        | C1     | 55  | Team Schuppan Omron Racing            | Eje Elgh Thomas Danielsson Thomas Mezera                 | Porsche Type-935 3.0L Turbo Flat-6 | D          | 326  |
| 16        | C1     | 11  | Porsche Kremer Racing                 | Patrick Gonin Philippe Alliot Bernard de Dryver          | Porsche 962CK6                     | Y          | 319  |
| 16        | C1     | 11  | Porsche Kremer Racing                 | Patrick Gonin Philippe Alliot Bernard de Dryver          | Porsche Type-935 3.0L Turbo Flat-6 | Y          | 319  |
| 17        | C1     | 84  | Nissan Performance Technology Inc.    | Steve Millen Michael Roe Bob Earl                        | Nissan R90CK                       | G          | 311  |
| 17        | C1     | 84  | Nissan Performance Technology Inc.    | Steve Millen Michael Roe Bob Earl                        | Nissan VRH35Z 3.5L Turbo V8        | G          | 311  |
| 18        | C1     | 21  | Spice Engineering                     | Fermín Velez Tim Harvey Chris Hodgetts                   | Spice SE90C                        | G          | 308  |
| 18        | C1     | 21  | Spice Engineering                     | Fermín Velez Tim Harvey Chris Hodgetts                   | Ford Cosworth DFZ 3.5L V8          | G          | 308  |
| 19        | C1     | 20  | Team Davey                            | Max Cohen-Olivar Giovanni Lavaggi Tim Lee-Davey          | Porsche 962C                       | D          | 306  |
| 19        | C1     | 20  | Team Davey                            | Max Cohen-Olivar Giovanni Lavaggi Tim Lee-Davey          | Porsche Type-935 3.0L Turbo Flat-6 | D          | 306  |
| 20        | GTP    | 203 | Mazdaspeed Co. Ltd.                   | Takashi Yorino Yoshimi Katayama Yojiro Terada            | Mazda 767B                         | D          | 304  |
| 20        | GTP    | 203 | Mazdaspeed Co. Ltd.                   | Takashi Yorino Yoshimi Katayama Yojiro Terada            | Mazda 13J 2.6L 4-Rotori            | D          | 304  |
| 21        | C2     | 116 | PC Automotive                         | Richard Piper Olindo Iacobelli Mike Youles               | Spice SE89C                        | G          | 304  |
| 21        | C2     | 116 | PC Automotive                         | Richard Piper Olindo Iacobelli Mike Youles               | Ford Cosworth DFL 3.3L V8          | G          | 304  |
| 22        | C1     | 82  | Courage Compétition                   | Hervé Regout Alain Cudini Costas Los                     | Nissan R89C                        | G          | 300  |
| 22        | C1     | 82  | Courage Compétition                   | Hervé Regout Alain Cudini Costas Los                     | Nissan VRH35Z 3.5L Turbo V8        | G          | 300  |
| 23        | C2     | 102 | Graff Racing                          | Xavier Lapeyre Jean-Philippe Grand Michel Maisonneuve    | Spice SE89C                        | G          | 291  |
| 23        | C2     | 102 | Graff Racing                          | Xavier Lapeyre Jean-Philippe Grand Michel Maisonneuve    | Ford Cosworth DFL 3.3L V8          | G          | 291  |
| 24        | C1     | 10  | Porsche Kremer Racing                 | Kunimitsu Takahashi Sarel van der Merwe Hideki Okada     | Porsche 962CK6                     | Y          | 279  |
| 24        | C1     | 10  | Porsche Kremer Racing                 | Kunimitsu Takahashi Sarel van der Merwe Hideki Okada     | Porsche Type-935 3.0L Turbo Flat-6 | Y          | 279  |
| 25        | C2     | 103 | Team Mako                             | Robbie Stirling James Shead Ross Hyett                   | Spice SE88C                        | G          | 274  |
| 25        | C2     | 103 | Team Mako                             | Robbie Stirling James Shead Ross Hyett                   | Ford Cosworth DFL 3.3L V8          | G          | 274  |
| 26        | C1     | 19  | Team Davey                            | Katsunori Iketani Patrick Trucco Pierre de Thoisy        | Porsche 962C                       | D          | 261  |
| 26        | C1     | 19  | Team Davey                            | Katsunori Iketani Patrick Trucco Pierre de Thoisy        | Porsche Type-935 3.0L Turbo Flat-6 | D          | 261  |
| 27        | C2     | 131 | GP Motorsport                         | Richard Jones Dudley Wood Stephen Hynes                  | Spice SE87C                        | G          | 260  |
| 27        | C2     | 131 | GP Motorsport                         | Richard Jones Dudley Wood Stephen Hynes                  | Ford Cosworth DFL 3.9L V8          | G          | 260  |
| 28        | C2     | 132 | GP Motorsport                         | Craig Simmiss Alistair Fenwick Alex Postan               | Tiga GC289                         | G          | 255  |
| 28        | C2     | 132 | GP Motorsport                         | Craig Simmiss Alistair Fenwick Alex Postan               | Ford Cosworth DFL 3.9L V8          | G          | 255  |
| 29 ABD    | C1     | 16  | Repsol Brun Motorsport                | Oscar Larrauri Jésus Pareja Walter Brun                  | Porsche 962C                       | Y          | 353  |
| 29 ABD    | C1     | 16  | Repsol Brun Motorsport                | Oscar Larrauri Jésus Pareja Walter Brun                  | Porsche Type-935 3.0L Turbo Flat-6 | Y          | 353  |
| 30 ABD    | C1     | 4   | Silk Cut Jaguar Tom Walkinshaw Racing | Davy Jones Michel Ferté Eliseo Salazar                   | Jaguar XJR-12                      | G          | 282  |
| 30 ABD    | C1     | 4   | Silk Cut Jaguar Tom Walkinshaw Racing | Davy Jones Michel Ferté Eliseo Salazar                   | Jaguar 7.0L V12                    | G          | 282  |
| 31 ABD    | C2     | 128 | Chamberlain Engineering               | Philippe de Henning Charles Zwolsman Robin Donovan       | Spice SE90C                        | G          | 255  |
| 31 ABD    | C2     | 128 | Chamberlain Engineering               | Philippe de Henning Charles Zwolsman Robin Donovan       | Ford Cosworth DFZ 3.5L V8          | G          | 255  |
| 32 ABD    | C1     | 83  | Nissan Performance Technology Inc.    | Geoff Brabham Chip Robinson Derek Daly                   | Nissan R90CK                       | G          | 251  |
| 32 ABD    | C1     | 83  | Nissan Performance Technology Inc.    | Geoff Brabham Chip Robinson Derek Daly                   | Nissan VRH35Z 3.5L Turbo V8        | G          | 251  |
| 33 ABD    | C1     | 38  | Toyota Team SARD                      | Pierre Henri Raphanel Roland Ratzenberger Naoki Nagasaka | Toyota 90C-V                       | D          | 241  |
| 33 ABD    | C1     | 38  | Toyota Team SARD                      | Pierre Henri Raphanel Roland Ratzenberger Naoki Nagasaka | Toyota R32V 3.2L Turbo V8          | D          | 241  |
| 34 ABD    | C1     | 1   | Silk Cut Jaguar Tom Walkinshaw Racing | Martin Brundle Alain Ferté David Leslie                  | Jaguar XJR-12                      | G          | 220  |
| 34 ABD    | C1     | 1   | Silk Cut Jaguar Tom Walkinshaw Racing | Martin Brundle Alain Ferté David Leslie                  | Jaguar 7.0L V12                    | G          | 220  |
| 35 ABD    | C1     | 85  | Team Le Mans                          | Takao Wada Anders Olofsson Maurizio Sandro Sala          | Nissan R89C                        | Y          | 182  |
| 35 ABD    | C1     | 85  | Team Le Mans                          | Takao Wada Anders Olofsson Maurizio Sandro Sala          | Nissan VRH35Z 3.5L Turbo V8        | Y          | 182  |
| 36 ABD    | C1     | 43  | Richard Lloyd Racing Italya Sport     | Manuel Reuter JJ Lehto James Weaver                      | Porsche 962C GTi                   | G          | 181  |
| 36 ABD    | C1     | 43  | Richard Lloyd Racing Italya Sport     | Manuel Reuter JJ Lehto James Weaver                      | Porsche Type-935 3.0L Turbo Flat-6 | G          | 181  |
| 37 ABD    | C2     | 107 | Pierre-Alain Lombardi                 | Pierre-Alain Lombardi Denis Morin Ferdinand de Lesseps   | Spice SE87C                        | G          | 170  |
| 37 ABD    | C2     | 107 | Pierre-Alain Lombardi                 | Pierre-Alain Lombardi Denis Morin Ferdinand de Lesseps   | Ford Cosworth DFY 3.0L V8          | G          | 170  |
| 38 ABD    | C2     | 105 | ADA Engineering                       | Ian Harrower John Sheldon Jerry Mahony                   | ADA 02B                            | G          | 164  |
| 38 ABD    | C2     | 105 | ADA Engineering                       | Ian Harrower John Sheldon Jerry Mahony                   | Ford Cosworth DFL 3.3L V8          | G          | 164  |
| 39 ABD    | GTP    | 201 | Mazdaspeed Co. Ltd.                   | Volker Weidler Bertrand Gachot Johnny Herbert            | Mazda 787                          | D          | 148  |
| 39 ABD    | GTP    | 201 | Mazdaspeed Co. Ltd.                   | Volker Weidler Bertrand Gachot Johnny Herbert            | Mazda R26B 2.6L 4-Rotori           | D          | 148  |
| 40 ABD    | GTP    | 202 | Mazdaspeed Co. Ltd.                   | Stefan Johansson Dave Kennedy Pierre Dieudonné           | Mazda 787                          | D          | 147  |
| 40 ABD    | GTP    | 202 | Mazdaspeed Co. Ltd.                   | Stefan Johansson Dave Kennedy Pierre Dieudonné           | Mazda R26B 2.6L 4-Rotori           | D          | 147  |
| 41 ABD    | C1     | 24  | Nissan Motorsports International      | Mark Blundell Julian Bailey Gianfranco Brancatelli       | Nissan R90CK                       | D          | 142  |
| 41 ABD    | C1     | 24  | Nissan Motorsports International      | Mark Blundell Julian Bailey Gianfranco Brancatelli       | Nissan VRH35Z 3.5L Turbo V8        | D          | 142  |
| 42 ABD    | GTP    | 230 | MOMO Gebhardt Racing                  | Gianpiero Moretti Nick Adams Günther Gebhardt            | Porsche 962C                       | G          | 138  |
| 42 ABD    | GTP    | 230 | MOMO Gebhardt Racing                  | Gianpiero Moretti Nick Adams Günther Gebhardt            | Porsche Type-935 3.0L Turbo Flat-6 | G          | 138  |
| 43 ABD    | C1     | 26  | Obermaier Racing                      | Jürgen Oppermann Harald Grohs Marc Duez                  | Porsche 962C                       | G          | 140  |
| 43 ABD    | C1     | 26  | Obermaier Racing                      | Jürgen Oppermann Harald Grohs Marc Duez                  | Porsche Type-935 3.0L Turbo Flat-6 | G          | 140  |
| 44 ABD    | C1     | 54  | Mussato Action Cars                   | Massimo Monti Fabio Magnani                              | Lancia LC2                         | D          | 86   |
| 44 ABD    | C1     | 54  | Mussato Action Cars                   | Massimo Monti Fabio Magnani                              | Ferrari 308C 3.0L Turbo V8         | D          | 86   |
| 45 ABD    | C1     | 37  | Toyota Team Tom's                     | Aguri Suzuki Johnny Dumfries Roberto Ravaglia            | Toyota 90C-V                       | B          | 64   |
| 45 ABD    | C1     | 37  | Toyota Team Tom's                     | Aguri Suzuki Johnny Dumfries Roberto Ravaglia            | Toyota R32V 3.2L Turbo V8          | B          | 64   |
| 46 ABD    | C1     | 12  | Courage Compétition                   | Bernard Thuner Alain Ianetta Pascal Pessiot              | Cougar C24S                        | G          | 57   |
| 46 ABD    | C1     | 12  | Courage Compétition                   | Bernard Thuner Alain Ianetta Pascal Pessiot              | Porsche Type-935 3.0L Turbo Flat-6 | G          | 57   |
| 47 ABD    | C2     | 113 | Etablissements Chereau                | Philippe Farjon Jean Messaoudi                           | Cougar C20S                        | G          | 43   |
| 47 ABD    | C2     | 113 | Etablissements Chereau                | Philippe Farjon Jean Messaoudi                           | Porsche Type-935 2.8L Turbo Flat-6 | G          | 43   |
| 48 ABD    | C2     | 106 | Automobiles Louis Descartes           | François Migault Gérard Tremblay Jacques Heuclin         | ALD C289                           | D          | 36   |
| 48 ABD    | C2     | 106 | Automobiles Louis Descartes           | François Migault Gérard Tremblay Jacques Heuclin         | Ford Cosworth DFL 3.3L V8          | D          | 36   |
| 49 ABD    | C1     | 25  | Nissan Motorsports International      | Kenny Acheson Martin Donnelly Olivier Grouillard         | Nissan R90CK                       | D          | 0    |
| 49 ABD    | C1     | 25  | Nissan Motorsports International      | Kenny Acheson Martin Donnelly Olivier Grouillard         | Nissan VRH35Z 3.5L Turbo V8        | D          | 0    |
| NP        | C1     | 8   | Joest Porsche Racing                  | Bob Wollek Jonathan Palmer Philippe Alliot               | Porsche 962C                       | M          | -    |
| NP        | C1     | 8   | Joest Porsche Racing                  | Bob Wollek Jonathan Palmer Philippe Alliot               | Porsche Type-935 3.0L Turbo Flat-6 | M          | -    |

Leggenda:
- NP=Non partita - ABD=Abbandono

## Statistiche
- Pole Position - Mark Blundell su Nissan R90CK numero 24 - Nissan Motorsports in 3min 27s 020 alla media 236,450 km/h
- Giro più veloce in gara - Bob Earl su Nissan R90CK numero 84 - Nissan Motorsports in 3min 40s 030 alla media 222,515 km/h
- Distanza - 4.882.4 km
- Velocità media - 204,036 km/h
- Velocità massime - Jaguar XJR-12 - 353 km/h (in gara), Nissan R90CK - 366 km/h (in qualifica)

## Giri al comando
- #24 Nissan R 90 CK - Nissan Motorsports: 39 (1-3 / 17-20 / 25-33 / 38-46 / 51-59 / 63-67)
- #16 Porsche 962 C - Brun Motorsport: 30 (4-10 / 13-16 / 21-23 / 37 / 77 / 103-115 / 144)
- #23 Nissan R 90 CP - Nissan Motorsports: 2 (11-12)
- #2 Jaguar XJR 12 - Silk Cut Jaguar: 2 (24 / 50)
- #1 Jaguar XJR 12 - Silk Cut Jaguar: 23 (34-36 / 47-49 / 60-61 / 72 / 81-88 / 90-95)
- #3 Jaguar XJR 12 - Silk Cut Jaguar: 204 (62 / 157-359)
- #83 Nissan R 90 CK - Nissan Motorsports: 47 (68-71 / 78-80 / 116-143 / 145-156)
- #4 Jaguar XJR 12 - Silk Cut Jaguar: 12 (73-76 / 89 / 96-102)